# Santa Maria di Sclaunicco
Santa Maria di Sclaunicco (Sante Marie di Sclaunic in friulano) è una frazione del comune di Lestizza di circa 950 abitanti, situata nel medio Friuli a 2,5 km dal capoluogo comunale.

## Nome
Il nome riprende la titolazione della chiesa parrocchiale dedicata a Santa Maria Assunta.

## Monumenti e luoghi d'interesse
In piazza la chiesa dedicata all'Assunta. All'interno sul soffitto affreschi di Lorenzo Bianchini (XIX secolo) e Titta Gori (XX secolo), ma soprattutto un pregevole altare maggiore in marmo con statue dei Santi Gioacchino e Giovanni Evangelista e, come pezzo di riporto, una Madonna con Bambino, nel luogo dell'esposizione, che è stata di recente attribuita al massimo scultore veneto del Settecento, Giuseppe Torretti. Pregevole l'organo del vicentino Giovanni Battista De Lorenzi (1870), di recente restauro, in cui si è anche esibito l'organista Wijnand van de Pol.
In direzione Lestizza si incontra la casa Gardenâl, riconoscibile dal portello ad arco e dalla torretta, un tempo casa canonica che fu nel 1921 permutata con l'attuale sede parrocchiale, palazzo Turchetti, visibile da piazza Assunzione.
Verso Mortegliano una piccola cappella votiva ottocentesca. Fra Santa Maria, Lestizza, Galleriano e Sclaunicco si trova il parco urbano La Maleote, creato sui ruderi della vecchia scuola elementare “del Confin” o Crocevie, dove fino a poco dopo la seconda guerra mondiale andavano a piedi a frequentare la classe quinta i bambini dei vari paesi del comune di Lestizza.